# Huaca Lechuza
La Huaca Lechuza es un sitio arqueológico ubicado en el distrito de San Martin de Porres, en la ciudad de Lima, capital del Perú. Fue declarado Patrimonio Cultural de la Nación el 14 de marzo de 2011, mediante resolución: RVM Nº 319-2011-VMPCIC-MC. Actualmente, se encuentra dentro del predio de CORPAC Santa Rosa.

## Ubicación
El sitio arqueológico Huaca Lechuza se encuentra ubicado en el cruce de la avenida Dominicos con la avenida Bocanegra, en San Martín de Porres.

## Cronología
Lamentablemente no se tienen estudios específicos sobre la cronología de este vestigio arqueológico sin embargo la cerámica asociada a este punto responde a la cronología que se atribuye al mismo que el complejo arquitectónico de Garagay en el horizonte medio.
Línea de tiempo